# Hotel Whitcomb
El Hotel Whitcomb es un hotel de San Francisco que se construyó entre 1911 y 1912. Ubicado en 1231 Market Street, el Whitcomb abrió sus puertas en 1912 como el ayuntamiento temporal de San Francisco y luego reabrió en 1917 como un hotel de 400 habitaciones.

## Desarrollo y uso como ayuntamiento temporal
Los planes para el edificio comenzaron en 1910 con la contratación de los arquitectos Wright & Rushforth y un acuerdo para arrendar el edificio por tres años a la ciudad de San Francisco como ayuntamiento temporal (el antiguo ayuntamiento de San Francisco fue destruido por un incendio generado por el Terremoto de San Francisco de 1906). Desde el principio, la intención era convertir el edificio en un hotel una vez que se completara el nuevo ayuntamiento permanente. Los usos escalonados requirieron que los arquitectos prepararan "dos juegos de dibujos, uno superponiendo los planos del edificio municipal sobre los planos del hotel".
El edificio de acero y hormigón de ocho pisos se inauguró como ayuntamiento temporal en marzo de 1912. El sótano del edificio sirvió como cárcel de la ciudad durante este tiempo.

## Conversión a uso hotelero
Con la finalización del Ayuntamiento de San Francisco en 1916, el edificio se convirtió en un hotel de 400 habitaciones que abrió sus puertas en 1917. El hotel recibió su nombre de Adolphus Carter Whitcomb, cuya propiedad poseía la propiedad.
Cuando abrió, el hotel fue proclamado "la última palabra en la hotelería moderna" con "la construcción ignífuga más moderna", mármol Pavenazetta y una plataforma de observación acristalada llena de palmeras y un solárium en el techo. Los propietarios también importaron 300,000 pies de madera dura centroamericana Jenezerro que se utilizó para fabricar muebles, puertas y otros trabajos de interior para el hotel. El costo total del proyecto se ubicó en más de $2.25 millones, incluidos $700,000 para la construcción original del ayuntamiento temporal, $400,000 para cambios estructurales para convertir el edificio en un hotel y $150,000 para mobiliario.
En 1922, se agregó una nueva ala con 102 habitaciones adicionales a un costo de $ 250,000 para la estructura y otros $ 100,000 para el mobiliario y el equipo. El Whitcomb incluía un gran salón de baile desde el que se transmitían conciertos durante el apogeo de la propiedad.

## Usos posteriores
Durante la Segunda Guerra Mundial, Whitcomb proporcionó espacio de oficina para la Oficina de Manejo de Emergencias, la organización responsable de organizar y administrar el internamiento de estadounidenses de origen japonés.
En 1963, el hotel se convirtió en alquiler residencial, sin ocupación transitoria. Durante este período, la propiedad se conocía simplemente como The Whitcomb. En los años siguientes, la propiedad se convirtió nuevamente en un hotel y sufrió múltiples cambios de nombre, incluido "Biltmore Hotel", "San Franciscan Hotel", "Ramada Plaza", antes de que se restaurara el nombre de "Hotel Whitcomb" en 2007.
En 2020 el hotel se convirtió en un refugio para personas sin hogar debido a la pandemia.
El Whitcomb es miembro del Registro Nacional de Hoteles Históricos de América.

## Otras lecturas
- "The New Hotel Whitcomb", de Edward F. O'Day, arquitecto e ingeniero, págs. 51-56 (1917).